# Annemarie van Gaal
Annemarie van Gaal (Helmond, 9 oktober 1962) is een Nederlandse ondernemer, investeerder, auteur en televisiepersoonlijkheid.

## Biografie
Van Gaal groeide op in Heerlen en verhuisde na haar eindexamen naar Amsterdam. In 1985 werd ze directiesecretaresse en later projectmanager bij uitgever VNU.

### Moskou
In 1990 ging ze, ten tijde van het bewind van Michail Gorbatsjov, samen met Derk Sauer naar Moskou om voor de VNU daar Moscow Magazine op te zetten. Dit project mislukte en Van Gaal en Sauer verlieten de VNU. Ze bleven in Moskou, richtten zelf in 1992 Independent Media op en lanceerden onder meer Russische versies van Cosmopolitan, Marie Claire en Good Housekeeping. Binnen vijf jaar hadden ze 700 werknemers en twintig kranten- en tijdschriftentitels.
Tijdens haar Russische periode reisde ze veel en ontdekte een liefde voor 'pâte de verre', vooral van de Franse kunstenaar Amalric Walter (1870-1957). Ze bracht een verzameling bijeen die in 2005 werd verkocht via Sotheby's in Amsterdam.

### Amsterdam
Begin 2000 kwam Van Gaal terug naar Nederland, vooral voor de opleiding van haar zonen. Ze werd directeur van de Telegraaf Tijdschriften Groep. Vervolgens begon ze een onroerendgoedbedrijf, een boetiek in de P.C. Hooftstraat en in 2004 richtte ze AM Media op, waar ze weer tijdschriften uitgaf, onder andere AM Magazine (voor succesvolle zakenvrouwen). Na een zakelijk conflict stopte het tijdschrift Catherine. In 2006 stapte Van Gaal voor tien procent in TechMedia Amsterdam, uitgever van crossmediatitel Bright.

### Autoriteit Financiële Markten
Op 15 juli 2015 werd Van Gaal lid van de Raad van Toezicht bij de Autoriteit Financiële Markten (AFM). Eerder had ze zich in haar columns in het Financieele Dagblad kritisch uitgelaten over Merel van Vroonhoven, sinds 1 april 2014 voorzitter van het bestuur van de AFM en voormalig lid van de raad van bestuur van de Nederlandse Spoorwegen (NS). In haar column van 24 februari 2014 schreef Van Gaal over Van Vroonhoven: "Degenen die verantwoordelijk zijn voor de teloorgang van NS blijven buiten schot. NS-directielid Merel van Vroonhoven was vanaf het eerste ritje verantwoordelijk voor de Fyra en wordt nu de nieuwe voorzitter van de AFM."
Eind 2015 kwam Van Gaal zelf onder vuur te liggen toen bleek dat zij zich nog veelvuldig liet inhuren door banken waarop zij in haar AFM-functie toezicht hield, waaronder ING en Rabobank. Per 1 januari 2016 legde Van Gaal haar functie bij de AFM neer. Naar verluidt zouden haar nevenactiviteiten – met name die in het lezingencircuit en voor ING en Rabobank – zich slecht met haar toezichtfunctie hebben verdragen.
Overigens is deze reden door zowel de AFM als door van Gaal weersproken en heeft de AFM bevestigd dat alle nevenactiviteiten van Van Gaal gemeld, getoetst en geaccordeerd waren door de AFM. Van Gaal hulde zich in stilzwijgen omtrent de oorzaak van haar vertrek en gaf als reden op dat zij de AFM niet wilde beschadigen.

## Varia
- Van 2009 tot 2016 was ze columnist voor Het Financieele Dagblad, daarna werd ze columnist bij De Telegraaf.
- Van Gaal is regelmatig gast of jurylid op televisie. Zo was ze sinds 2007 te zien in het KRO-programma Dragons' Den, waar zij samen met enkele andere 'dragons' aan mee doet. Doel van het programma is dat mensen met een bepaald idee of concept een of meerdere dragons overtuigen om in hun plan te investeren. In ruil daarvoor bieden zij bijvoorbeeld een bepaald percentage van de aandelen in hun bedrijf aan. Vanaf 14 mei 2009 is Van Gaal naast presentator John Williams te zien in het televisieprogramma Een dubbeltje op zijn kant, waarin ze mensen en bedrijven adviseert die in de schulden zitten.[7] Verder is ze sinds 2020 te zien op SBS6 in het programma Crisis in de tent, samen met Herman den Blijker.
- In het verlengde hiervan bracht ze in 2009 het boek 'Succes' uit. Hierin zette ze een aantal financiële adviezen voor particulieren op papier, waarbij ze met name aandacht heeft voor het ontplooien van eigen initiatief en uitgaven waarop bezuinigd kan worden. Dit illustreert ze met ervaringen en anekdotes uit zowel haar eigen leven als uit de levens van mensen die ze geadviseerd heeft. In 2010 kwam haar boek 'Ambitie' uit, dat meteen verkozen werd tot 'Ondernemersboek van het Jaar'. In 2012 volgde Exit en in 2013 Financiële Workout en Slim Verzekerd (2013).
- In 2013 werd Van Gaal boegbeeld voor de reclamecampagne van Sloopdecrisis.nl, een pseudo-consumentencollectief van de eigenaren van de Nederlandse Energie Maatschappij.[8] Die heeft zelf overigens de twee eerste veilingen gewonnen.[9]
- Een deel van de opbrengsten van Van Gaals dagvoorzitterschappen en speeches gaat, aldus Van Gaal zelf, naar goede doelen.[10]
- In 2014 deed Van Gaal mee aan De Slimste Mens. Ze hield het drie afleveringen vol in de quiz.
- Na de Provinciale Statenverkiezingen 2019 werd Van Gaal aangesteld als informateur in Flevoland.[11]
- In 2023 nam zij deel aan het tv-programma Het perfecte plaatje, waarin ze als eerste afviel.

## Privé
- Van Gaal heeft twee zonen uit twee eerdere huwelijken.[12]
- Van Gaal huwde in 2016 met Rhandy MacNack en voert sindsdien zijn achternaam.[13]